# ルードルフ・スヘッフェル

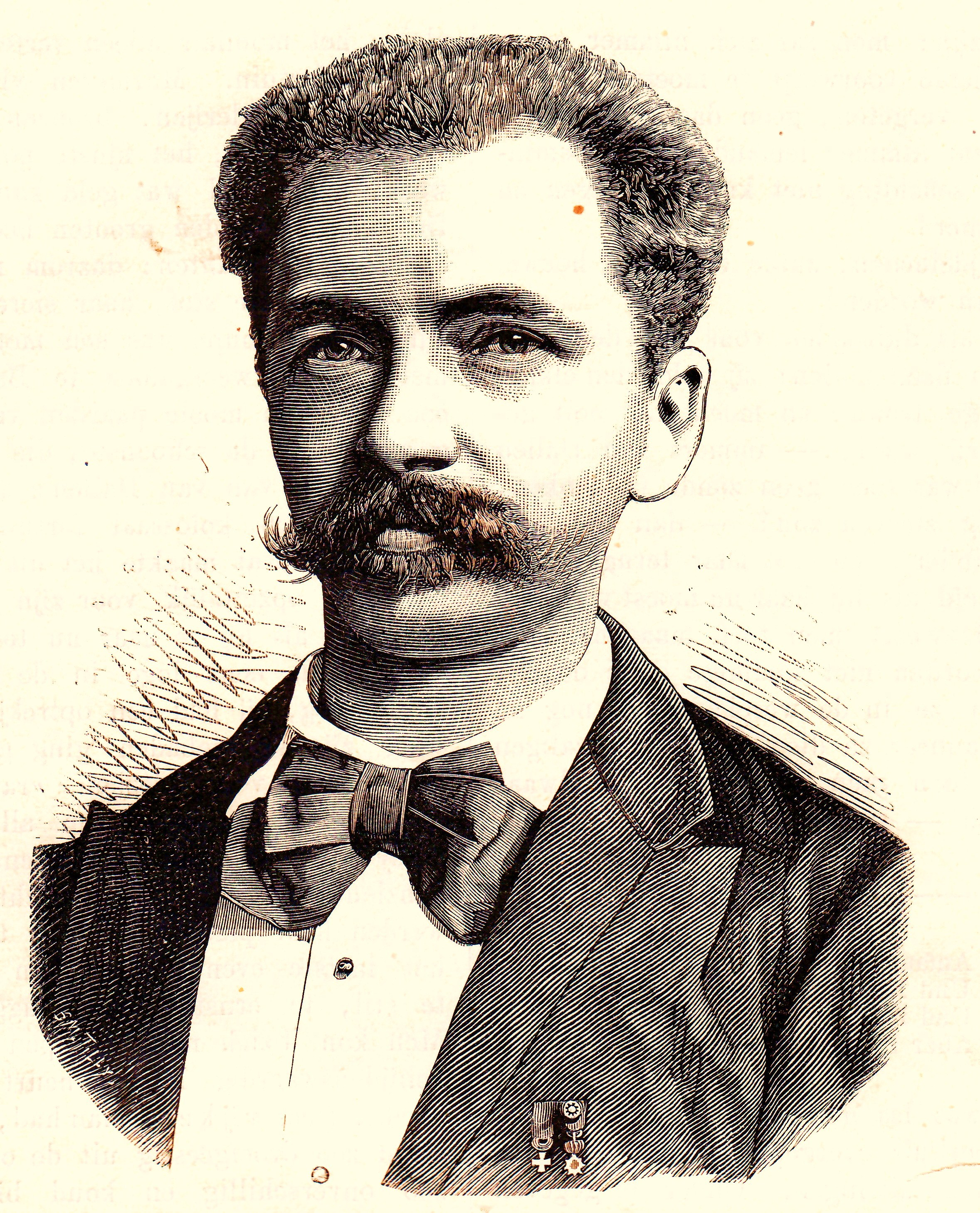
Rudolph H.C.C. Scheffer

ルードルフ・スヘッフェル（Rudolph Herman Christiaan Carel Scheffer、1844年9月12日 - 1880年3月9日）は、オランダの植物学者、1869年から1880年の間、現在のボゴール植物園（ジャワ島ボイテンゾルグの植物園）の園長を務めた。

## 略歴
アムステルダム近くのスパールンダム（Spaarndam）に生まれた。ユトレヒト大学で医学、数学、物理学を学び、1864年に卒業し、ユトレヒト大学の植物学教授、フリードリッヒ・アントン・ヴィルヘルム・ミクェルにボイテンゾルグの植物園の園長となることを薦められた。ライデンの国立植物標本館で、彼は植物分類学を研究し、オランダ政府の奨学金を得て、イギリスのキューガーデンやパリ植物園に学んだ。
1868年にオランダ領東インドに渡り、ボゴール植物園（当時の名称はLands Plantentuin te Buitenzorg）の園長となった。1876年にボイテンゾルグから少し離れた、Tjikeumeuhに農業試験農園を設立し、大規模な有用植物の栽培実験を行い、同年、植物園の紀要、"Annales du Jardin Botanique de Buitenzorg"を発行した。1876年に 農業学校（landbouwschool te Buitenzorg）を設立し、この学校はボゴール植物園の次の園長、メルヒオール・トロープによって、Landbouw Hogechool（農業専門学校）となり現在のボゴール農科大学となった。スヘッフェルは植物園の学芸員、ヨハネス・エリアス・テイスマンが作り始めたチボダス高山植物園を完成させた。在職中の1880年に現地で没した。
アカテツ科の属名、Schefferella（Burckellaのシノニム）やバンレイシ科の属名、Schefferomitraに献名されている。

## 著書
- "Commentatio de myrsinaceis archipelagi Indici", 1867.
- "De myrsinaceis archipelagi Indici", 1867.
- "Observationes phytographicae", 1869-72.
- "Het Geslacht Diplanthera Banks et Sol.", 1870.[6]